# Bodroghalom
Bodroghalom é um município da Hungria, situado no condado de Borsod-Abaúj-Zemplén. Tem 26,86 km² de área e sua população em 2015 foi estimada em 1.358 habitantes.